# Paraclavarina triangularis
Paraclavarina triangularis là một loài san hô trong họ Merulinidae. Loài này được Veron and Pichon mô tả khoa học năm 1980.